# Il re muore
Il re muore (Le roi se meurt) è un'opera teatrale di Eugène Ionesco, portata per la prima volta sulle scene parigine nel 1962.

## Trama
Bérenger, sovrano dell'Universo, ha una malattia incurabile ma non sa ancora che dovrà morire; le due regine, la dolce Marie e la saccente Marguerite, venute a conoscenza della sua malattia grazie al medico, chirurgo e batteriologo di corte discutono a lungo se sia il caso di rivelare la nefasta notizia al loro marito e sovrano.
Alla fine la notizia viene rivelata a Bérenger che, incredulo, non vuole convincersi della sua imminente morte; il sovrano si crede ancora in possesso del potere sugli elementi della natura e sulle persone ma, inesorabilmente, scopre che la sua malattia non gli ha lasciato nessuna forza e, invano, ordina alla natura e agli uomini che nemmeno gli rispondono.

## Echi e rimandi
La trama rimanda probabilmente ad una ampia letteratura sul mito propria del Novecento e, in particolare, del movimento modernista.
Già Thomas Stearns Eliot nella sua opera poetica (The Wasteland, La terra desolata) (1922) aveva raccolto numerosi miti di origine celtica riguardanti la sterilità, l'impotenza di un re (la leggenda del Graal, il mito di Parsifal...).
È evidente l'influenza di The Wasteland su questa opera teatrale ed è altrettanto evidente la sottile critica alla visione scientifica del mondo, personificata dal medico di corte e dalla regina Marguerite.
La scienza, nell'opera di Ionesco, è in grado di diagnosticare e prevedere la morte del re ma ha perso la dimensione della speranza, meravigliosamente personificata dalla femminilità di Marie.